# Вельфы
Вельфы (нем. Welfen) — одна из старейших европейских династий франкского происхождения, представители которой занимали престолы множества европейских государств, в частности различных германских и итальянских княжеств, а также России (1740—1741) и Великобритании (1714—1901).

## Первая династия Вельфов

### История рода
Первая династия Вельфов, также известная как Старшие Вельфы (нем. Die älteren Welfen), была франкского происхождения. По семейной легенде происхождение рода возводилось к Эдекону, гуннскому или скифскому вождю (по другой версии, королю скиров) во времена Аттилы (ок. 450 года), отцу Одоакра. Однако первые документальные упоминания о нём относятся к VIII веку, когда Рутард (нем. Ruthard) после 746 года приобрел владения в районе Мааса и Мозеля. В середине VIII века Вельфы приобрели владения в Верхней Швабии, в Вайнгартене (Альтдорф).
Достоверно древо рода прослеживается только начиная с Вельфа I (778—825), по имени которого род и получил своё название. По одной версии он был сыном Рутарда, по другой — сыном Изембарта из Тургау, графа Альтдорфа. Вельф I был графом в Аргенгау, сеньором Альтдорфа и Равенсбурга. Ему в 819 году удалось выдать свою дочь Юдифь за франкского императора Людовика Благочестивого, что послужило отправной точкой в возвышении рода. Позже ещё одна его дочь, Эмма, вышла замуж за сына императора Людовика от первого брака — Людовика Немецкого.
Двое сыновей Вельфа I значительно упрочили позиции рода. Старший, Рудольф I (ум. 866), после брака сестры получил аббатства Жюмьежа и Сен-Рикье, второй, Конрад I Старый, унаследовал родовые владения в Аргенгау. Они разделили судьбу сестры во время восстания сыновей Людовика Благочестивого — в 830 году они были насильственно пострижены по приказу Лотаря I, старшего сына императора Людовика, и отправлены в монастырь в Пуатье. Но в 834 году они вернули своё положение. Позже Рудольф от племянника, короля Западно-Франкского королевства Карла II Лысого получил несколько графств — Понтье, Санс, Труа. Из сыновей Рудольфа I Конрад Чёрный был графом Парижа и Санса, Рудольф II — графом в Тургау и Цюрихгау, а также герцогом Реции.
Конрад I после смерти императора Людовика Благочестивого стал советником короля Восточно-Франкского королевства Людовика II Немецкого. При этом он 830-х — 840-х годах получил ряд владений в Верхней Швабии. В 839 году Конрад упоминается как граф в Аргенгау и Альпгау, а в 844 году — как граф Линнцгау. Однако из его четырёх сыновей двое, Конрад II и Гуго Аббат в 859 году перешли на службу к своему двоюродному брату — королю Западно-Франкского королевства Карлу II Лысому, от которого получили владения взамен утерянных. Гуго Аббат владел несколькими крупными аббатствами, а после гибели в 866 году Роберта Сильного стал маркизом Нейстрии, удачно отражал набеги норманнов. После смерти Карла Лысого в 877 году Гуго вместе с канцлером Гозленом и архиепископом Реймса Гинкмаром был одной из самых влиятельных фигур при королевском дворе. Он был главным советником короля Людовика II, а затем и его сыновей Людовика III и Карломана.

#### Швабская ветвь
Родоначальником этой ветви был Вельф II (ум. до 876), граф в Линцгау 842/850, граф в Альпгау 852/858. Он традиционно считается одним из сыновей Конрада I Старого, однако он мог быть и сыном Рудольфа I. Генеалогия его потомков известна только по двум документам — «Генеалогии Вельфов» (лат. Genealogia Welforum), написанной в 1125/1126 году, и «Вайнгартенской истории Вельфов» (лат. Historia Welforum Weingartensis), созданной чуть позже — в 1160-х годах. Они имели владения в Швабии и Баварии.
Из этой ветви известен Конрад Констанцский (ум. 26 ноября 975), епископ Констанца с 934 по 975 гг. Его племянник Рудольф II женился на дочери герцога Швабии Конрада I. Сын Рудольфа, Вельф II (ум. 10 марта 1030), был графом Альтдорфа, Норитала и Иннтала. Сын же Вельфа II, Вельф III (ум. 13 ноября 1055), был в 1047 году назначен императором Генрихом III герцогом Каринтии и маркграфом Вероны. Вельф III умер бездетным, завещав свои владения матери, Имице (ум. 21 августа около 1055), дочери Фридриха Люксембургского, графа Мозельгау, ставшей аббатисой монастыря Вайнгартен в Альтдорфе, родового монастыря Вельфов. Имица же передала эти владения Вельфу IV, сыну её дочери Кунгунды, вышедшей замуж за маркграфа Лигурии Альберто Аццо II д'Эсте. Вельф IV стал родоначальником второй династии Вельфов, существующей и в настоящее время.

#### Бургундская ветвь
Родоначальником её стал Конрад II (ум. ок. 881), сын Конрада I Старого. В 864 году он получил в управление земли, которые образовали герцогство Верхняя Бургундия. После свержения в 887 году императора Карла III Толстого франкская империя окончательно разделилась на несколько частей. Бароны и духовенство этой части бывшего Бургундского королевства собрались в 888 году в городе Сен-Морис в Вале и провозгласили своим королём Рудольфа I. В результате было образовано независимое королевство Верхняя Бургундия. Старший сын Рудольфа I, Рудольф II безуспешно пытался стать королём Италии. В итоге он был вынужден отказаться от своих претензий, но взамен в 933 году получил королевство Нижней Бургундии, образовав единое Бургундское королевство Арелат. После смерти короля Рудольфа III Ленивого в 1032 году ветвь угасла. Однако возможно ветвью этого рода был Рейнфельденский дом.

### Генеалогия
Рутард, граф в Аргенгау; жена: Ирменгильда
- Вельф I (778—825), сеньор Альторфа и Равенсбурга; жена: Хелвига Саксонская (ум. после 833), возможно дочь саксонского вождя Видукинда, аббатиса в Шелле (около Парижа) с 825
  - Рудольф I (ум. 866), граф Понтье с 853, граф Санса, граф де Труа с 858, светский аббат Жюмьежа и Сен-Рикье; жена: Хруодун (ум. после 867)
    - Конрад III Чёрный (ум. 22 марта 882), граф Парижа с 866, граф Санса
    - Вельф (III) (ум. 14 ноября 881), аббат монастырей Сен-Колумб-де-Санс и Сен-Рикье
    - Гуго (ум. после 867), священник в монастыре Сен-Солв в Валансьене
    - Рудольф II (ум. после 895), граф в Тургау и Цюрихгау, маркграф Реции
    - Лиутфрид (ум.870)
    - дочь; муж: N, граф в Баварии
      - Луитпольд (ок. 860 — 4 июля 907), маркграф Баварии, основатель Баварского дома Луитпольдингов

  - Конрад I Старый (800—863), граф в Аргенгау, аббат Сен-Жермен-д’Осер и Сен-Галл; жена: Аделаида Эльзасская (ок. 810 — ок. 882), дочь графа Тура и Буржа Гуго Турского
    - Вельф (II) (ум. до 876), граф в Линцгау 842/850, граф в Альпгау 852/858, родоначальник Швабской ветви
    - Конрад II (ум. ок. 881), граф Осера 859—864, маркграф Верхней Бургундии с 864, родоначальник Бургундской ветви
    - Гуго Аббат (ок. 830—886), аббат Сен-Жермен д’Осер, Нуармутье и Сен-Мартен де Тур;
    - Рудольф
    - (?) Эмма, альтернативная супруга Роберта Сильного
    - (?) Юдифь[1]; муж: Удо (ум. после 879), граф Лангау, маркиз Нормандской Нейстрийской марки
    - (?) дочь; муж: Теодорих (Тьери) де Вержи (ум. 883/893), граф Шалона

  - Юдифь (ок. 805 — 19 или 23 апреля 843); муж: с февраля 819 Людовик I Благочестивый (778 — 20 июня 840), король Аквитании 781—814, король франков и император Запада с 814
  - Эмма (ок. 808 — 31 января 876); муж: с 827 Людовик II Немецкий (804 — 28 августа 876), король Баварии с 817, король Восточно-Франкского королевства с 840, король Лотарингии с 870

#### Швабская ветвь Старших Вельфов
Вельф (II) (ум. до 876), граф в Линцгау 842/850, граф в Альпгау 852/858
- (?) Конрад (IV) (ум. ок. 913), граф в Линцгау
- Этихо I (ум. после 911), граф в Аммергау
  - Генрих I (ум. после 934); жена: Ада (Атта) фон Гогенварт (ум. после 975)
    - Этихо II
    - Конрад Констанцский (ум. 26 ноября 975), епископ Констанца в 934
    - Рудольф I (ум. после 935)
      - Рудольф II, граф Альтдорфа; жена: Ита фон Энинген, дочь Конрада I, герцога Швабии
        - Генрих II (ум. 15 ноября около 1000), граф Альтдорфа
        - Вельф II (ум. 10 марта 1030), граф Альтдорфа, Норитала и Иннтала; жена: Имтруда (Имица) (ум. 21 августа около 1055), аббатиса монастыря Вайнгартен в Альтдорфе, дочь Фридриха Люксембургского, графа Мозельгау
          - Вельф III (ум. 13 ноября 1055), герцог Каринтии и маркграф Вероны с 1047
          - Кунигунда (ок. 1020 — 31 марта до 1055); муж: Альберто Аццо II д'Эсте (ок. 996—1097), маркграф Лигурии
            - Вельф IV (ок. 1030/1040 — 9 ноября 1101), герцог Баварии (Вельф I) 1070—1077, 1096—1101, родоначальник Второго дома Вельфов

          - (?) Конрад (ум. 27 августа 1031)

        - Рихлинд (ум. 12 июня 1045); муж: Адальберон (ум. 27 марта 1045), граф Эберсберга

      - Этихо (ум. 988), князь-епископ Аугсбурга

#### Бургундская ветвь Старших Вельфов
Конрад II (ум. ок. 881), граф Осера 859—864, маркграф Верхней Бургундии с 864; жена: Вальдрада, возможно дочь Ламберта, графа Вормсгау. Дети:
- Рудольф (Рауль) I (ок. 859 — 25 октября 912), герцог Верхней Бургундии с 876, 1-й король Верхней Бургундии с 888; жена: с ок. 885 Вилла, дочь Бозона Вьеннского, короля Нижней Бургундии
  - Юдифь
  - Рудольф (Родольфо) II (ум. 937), король Верхней Бургундии с 912, король Арелата с 933, король Италии 922—926; жена: с 922 Берта Швабская (ум. после 2 января 966), дочь Бурхарда II, герцога Швабии
    - Юдифь
    - Людовик
    - Конрад I Тихий (ок. 925 — 19 октября 993), король Бургундии (Арелата) с 937; 1-я жена: Аделаида (ок. 935/940 — ок. 963/964); 2-я жена: Матильда (943 — 27 января 992), дочь короля Западно-Франкского королевства Людовика IV Заморского и Герберги Саксонской
      - (от 1-го брака) Конрад (Куно) (ум. после 10 августа 966)
      - (от 1-го брака) Гизела (ок. 955/960 — 21 июля 1007); муж: ранее 972 Генрих II Строптивый (951 — 28 августа 995), герцог Баварии 955—976, 985—995
      - (от 2-го брака) Берта (ок. 964/965 — 16 января после 1010); 1-й муж: с ок. 978/980 Эд I (ум. 995), граф Блуа; 2-й муж: с 996/997 (развод сентябрь 1001) Роберт II Благочестивый (972 — 30 июля 1031), король Франции
      - (от 2-го брака) Герберга (ок. 965 — 7 июля 1018); 1-й муж: Герман I (ум. ок. 985/986), граф фон Верль; 1-й муж: с ок. 986 Герман II (ум. 2/3 мая 1003), герцог Швабии с 997
      - (от 2-го брака) Рудольф III Ленивый (ок. 971 — 5/6 сентября 1032), король Бургундии с 993; 1-я жена: ранее 12 января 994 Агальтруда (ум. 21 марта 1008/18 февраля 1011); 2-я жена: Ирменгарда (ум. 25/27 августа после 1057), вдова Ротбальда III, графа Прованса
        - (незак.) Гуго (ум. 31 августа 1038)

      - (от 2-го брака) Матильда (ок. 975 — ?); муж: Роберт, граф Женевы, или Гуго IX фон Эгисхейм (ум. 1046/1049), граф фон Дашбург
      - (незак.) Бурхард (ок. 965/970 — 22 июня 1030/1031), провост монастыря Сент-Мориц в Агоне

    - Бушар (ум. 23 июня 957/959), архиепископ Лиона с 949
    - Адельгейда (Аделаида) (ок. 931 — 16 декабря 999); 1-й муж: с 947 Лотарь II (926 — 22 ноября 950), король Италии; 2-й муж: с 951 Оттон I Великий (23 ноября 912 — 7 мая 973), король Восточно-Франкского королевства и император Священной Римской империи
    - Рудольф (937/938 — 26 января 973), граф в Эльзасе, вероятный родоначальник Рейнфельденского дома

  - Адельгейда; муж: с 18 января 914 Людовик III Слепой (ок. 880 — 28 июня 928), король Нижней Бургундии с 887, король Италии в 899—905, император Запада в 901—905
  - Вилла (ум. ок. 936); муж: Бозон III (885—936), граф Арля с 926, маркиз Тосканы с 931
  - Вальдрада; муж: Бонифаций (ум. ок. 953), герцог Сполето с 945
  - Людовик (ум. ок. 937), граф Тургау
    - Генрих (ум. после 963), граф Во в 943—963
    - (?) Вилла (ок. 905/907 — после 967/986); муж: ранее 927 Гуго де Труа (ок. 900/905 — до 948), виконт Санса, пфальцграф Бургундии в 927
- Аделаида (Адель) (ум. после 14 июля 929); муж: с ок. 887/888 Ричард I Заступник (ок. 856 — 1 сентября 921), герцог Бургундии с 898

## Вторая династия Вельфов

### История рода
Вторая династия Вельфов является ветвью итальянского дома Эсте. Маркграф Лигурии Альберто Аццо II д'Эсте женился на Кунигунде, дочери Вельфа II. Их сын, Вельф IV, и стал родоначальником династии. От имени этого дома Вельфов произошло название средневекового политического течения, противостоявшего притязаниям императоров на власть в Италии — гвельфов.
Вельф IV (ок. 1030/1040 — 9 ноября 1101) в 1055 году унаследовал все швабские и баварские владения своего дяди, Вельфа III. В 1070 году он получил от императора Генриха IV титул герцога Баварии. Во время борьбы императора Генриха IV с папами за инвеституру Вельф IV был лишен владений, однако в итоге император был вынужден заключить с Вельфом мир и вернуть ему Баварию.
Старший сын Вельфа IV, Вельф V (ум. 1124), унаследовавший под именем Вельф II Баварию после смерти отца, был женат на знаменитой маркграфине Матильде Тосканской, противнице императора Генриха IV. Он детей не оставил, поэтому после его смерти Бавария перешла к младшему брату — Генриху IX Чёрному (ум. 1126). Он был женат на старшей дочери Магнуса Биллунга, герцога Саксонии. После смерти тестя в 1106 году он присоединил часть саксонских земель, однако титула герцога Саксонии не получил — император Генрих V, боясь усиления Вельфов, передал титул Лотарю Супплинбургскому. Однако наследник Генриха Чёрного, Генрих Гордый (ум. 1139), женился на наследнице Лотаря, ставшего в 1125 году правителем империи, благодаря этому получил многочисленные владения на севере Германии, ранее принадлежавшие родам графов Супплинбурга, Брауншвейга (Брунонам) и Нортхайма. Генрих Гордый поддерживал тестя в его борьбе против герцогов Швабии из дома Гогенштауфенов, которые также претендовали на императорский престол.
Незадолго до смерти Лотарь II присвоил Генриху титул герцога Саксонии и передал королевские регалии. Когда Лотарь умер 4 декабря 1137 года, Генрих Гордый как его зять и, несомненно, наиболее могущественный из князей Германии был главным претендентом на королевскую корону. Однако королём 7 марта 1138 года был избран бывший антикороль Конрад III, герцог Франконии. Генрих Гордый передал Конраду королевские регалии, но отказался подчиниться его требованию отказаться от одного из двух герцогств. После неудачной попытки достигнуть соглашения, король лишил Генриха обоих герцогств. Саксония была передана маркграфу Северной марки Альбрехту Медведю, сыну младшей дочери герцога Саксонии Магнуса, а Бавария — маркграфу Австрии Леопольду IV Бабенбергу. Генрих Гордый быстро одержал победу над Альбрехтом в Саксонии и собирался вторгнуться в Баварию, но внезапно умер в 1139 году.
Наследник Генриха Гордого, Генрих Лев, в 1142 году смог получить Саксонию, а в 1156 году новый император, Фридрих I Барбаросса, передал ему и Баварию, но без Австрии, возведённой в статус герцогства. В результате последующих походов на восток начиная с 1160 года Генрих Лев захватил почти всю территорию бодричей и стал владельцем огромной территории к востоку от Эльбы. Однако усиление Генриха Льва вызвало резкий конфликт между ним и императором Фридрихом I Барбароссой. Когда Генрих Лев отказался от участия в походе императора в Италию, Фридрих организовал в 1180 году над ним судебный процесс. В результате Генрих Лев лишился большинства своих владений, в его руках остались только Брауншвейг и Люнебург.
Из сыновей Генриха Льва Генрих V (ум. 1227) посредством брака получил Рейнское пфальцграфство. Однако единственный сын Генриха V, Генрих VI, унаследовавший пфальцграфство после смерти матери, умер раньше отца и детей не оставил, а пфальцграфство перешло к дому Виттельсбахов. Младший сын Генриха Льва, Оттон IV Брауншвейгский (ум. 1218), боролся с Гогенштауфенами за титул императора и в итоге преуспел в этом — после гибели его противника Филиппа Швабского он в 1209 году был коронован императорской короной. Однако он не сдержал данных папе обещаний и заявил претензию на верховные права над Италией, папа Иннокентий III в ноябре 1210 года отлучил его от церкви и в 1212 году признал законным германским королём Германии Фридриха II Гогенштауфена. После этого от Оттона отпала вся южная Германия. Разбитый французским королём Филиппом II при Бувине (27 июля 1214 года), Оттон должен был уступить противнику. Он удалился в свои наследственные земли и оттуда сражался ещё с датским королём Вальдемаром и архиепископом Магдебургским. Детей он не оставил.
Потомство оставил младший из сыновей Генриха Льва — Вильгельм (1184—1213), имевший единственного сына Оттона Дитя (1204—1252), который получил бывшее аллодиальное владение своей семьи (в восточной части Нижней Саксонии и в северной части Саксонии-Анхальт) от императора Священной Римской империи Фридриха II 21 августа 1235 года в качестве имперского лена под названием герцогства Брауншвейг-Люнебург. Он стал родоначальником так называемого Брауншвейгского дома. В 1267—1269 годы земли были поделены между его сыновьями, ставшие родоначальниками нескольких линий рода.
С XIV века значение дома Вельфов в немецких делах падает, род раздробился на несколько линий, ряд из которых быстро угас. К XVI веку в их руках остаётся только герцогство Брауншвейг-Люнебургское. Из этой ветви происходили София-Шарлотта Брауншвейг-Вольфенбюттельская — мать Петра II и Антон Ульрих Брауншвейгский — отец императора Иоанна VI Антоновича.
В 1692 году Эрнст I Август в результате объединения владений нескольких ветвей Люнебургской линии Вельфов стал курфюрстом Ганноверским, а его сын Георг I, приходившийся королю Англии Якову I Стюарту правнуком по женской линии, вступил на английский престол. Эта ветвь получила название Ганноверской династии. Последней представительницей дома Вельфов на английском престоле была королева Виктория, которая также приняла титул императрицы Индии.
После кончины братьев Георга IV и Вильгельма IV, правивших обоими королевствами, британский престол, наследуемый по женской линии, заняла королева Виктория, дочь умершего в 1820 году Эдуарда, герцога Кентского. На ганноверский престол в 1837 году согласно салическому закону взошёл дядя Виктории, герцог Камберлендский:
- Эрнст Август I (1771—1851)
 ∞Фридерика Мекленбург-Стрелицкая (1778—1841)
  - Георг V Ганноверский (1819—1878)
 ∞Мария Саксен-Альтенбургская (1818—1907)
    - Эрнст Август II (1845—1923), принц Ганноверский и герцог Камберлендский
 ∞Тира Датская (1853—1933)
      - Мария Луиза (1879—1948) ∞ Максимилиан Баденский
      - Александра (1882—1963) ∞ Фридрих Франц IV, великий герцог Мекленбург-Шверинский
      - Ольга (1884—1958)
      - Эрнст Август (1887—1953), герцог Брауншвейгский
 ∞Виктория Луиза Прусская
        - Эрнст Август IV (1914—1987)
 ∞ Ортруда Шлезвиг-Гольштейн-Зондербург-Глюксбургская (1925—1980)
          - Эрнст Август V (род. 1954), глава Ганноверского дома 
∞(1) Шанталь Хохули 
∞(2) принцесса Монако Каролина
            - (1) Эрнст Август Ганноверский (род. 1983) — наследный принц Ганноверского дома.

        - Георг Вильгельм Ганноверский (1915—2006)
        - Фредерика Ганноверская (1917—1981)

    - Фридерика (1848—1926)

### Генеалогия

#### Дом Эсте
Альберто Аццо II д'Эсте (ок. 996—1097), маркграф Лигурии; 1-я жена: с ок. 1035 Кунигунда (ок. 1020 — 31 марта до 1055), дочь Вельфа II, графа Альтдорфа, Норитала и Иннтала, и Имицы, дочери Фридриха Люксембургского, графа Мозельгау; 2-я жена: с ок. 1049/1050 Герсенда дю Мэн, дочь Герберта I, графа Мэна.
- (от 1-го брака) Вельф IV (ок. 1030/1040 — 9 ноября 1101) — родоначальник второй династии Вельфов
- (от 2-го брака) Гуго V (ум. 1097), граф Мэна 1069—1093; жена: ранее 1071 (разв.) Эрия, дочь Роберта Гвискара, герцога Апулии и Калабрии
- (от 2-го брака) Фулько I д’Эсте (ум. 15 декабря 1128), маркграф Лигурии с 1097

#### Собственно вторая династия Вельфов
Вельф IV (ок. 1030/1040 — 9 ноября 1101) — родоначальник второй династии Вельфов, герцог Баварии (Вельф I) 1070—1077, 1096—1101; 1-я жена: N, итальянка; 2-я жена: после 1061 (развод 1070) Этелинда (ум. после 1070), дочь Оттона Нортхеймского, герцога Баварии, и Рихезы; 3-я жена: с ок. 1071 Юдифь Фландрская (ок. 1033 — март 1094), дочь Бодуэна IV Бородатого, графа Фландрии, и Элеоноры Нормандской, вдова Тостига Годвинсона, эрла Нортумбрии
- (от 3-го брака) Вельф V (ок. 1073 — 24 сентября 1124), герцог Баварии (Вельф II) с 1101; жена: с 1089 (разв. 1095) Матильда (1046 — 24 июля 1115), маркграфиня Тосканы, дочь Бонифация III, маркграфа Тосканы, и Беатрисы Лотарингской
- (от 3-го брака) Генрих IX Чёрный (ок. 1074 — 13 декабря 1126), герцог Баварии с 1124; жена: Вульфхильда Биллунг (ум. 29 декабря 1126), дочь Магнуса Биллунга, герцога Саксонии
  - Генрих Гордый (ок. 1108 — 20 октября 1139), герцог Баварии (Генрих X) с 1126, герцог Саксонии (Генрих II) 1137—1138; жена: с 29 мая 1127 Гертруда Супплинбургская (18 апреля 1115 — 18 апреля 1143), дочь Лотаря II Супплинбургского, короля Германии, и Рихезы Нордгеймской, 1 мая 1142 года она вторым браком вышла замуж за Генриха II Язомирготта, маркграфа (позже герцога) Австрии и герцога Баварии
    - Генрих Лев (1132/1133 — 6 августа 1195), герцог Саксонии (Генрих III) 1142—1180, герцог Баварии (Генрих XII) 1156—1180; 1-я жена: с ок. 1148/1149 (разв. 23 ноября 1162) Клеменция (ум. 173/1175), дочь Конрада, герцога Церингена, и Клеменции Намюрской. Она вторым браком в 1164 году вышла замуж за Гумберта III, графа Савойи и Морьенна; 2-я жена: с 1 февраля 1168 Матильда Плантагенет (июнь 1156 — 28 июня 1189), дочь Генриха II, короля Англии, и герцогини Элеоноры Аквитанской
      - (от 1-го брака) Генрих (ум. ребёнком)
      - (от 1-го брака) Гертруда (ок. 1155 — 1 июля 1197); 1-й муж: с 1166 Фридрих IV (1145 — 19 августа 1167), герцог Швабии и граф Ротенбурга с 1152; 2-й муж: с февраля 1177 Кнуд VI (ок. 1162 — 2 ноября 1202), король Дании с 1182
      - (от 1-го брака) Рихенза (ум. до 1 февраля 1168)
      - (от 2-го брака) Рихенза (1172 — 13 января 1209/1210); 1-й муж: с 1189 Жоффруа III (ум. 27 марта или 5 апреля 1202), граф Перша; 2-й муж: с 1204 Ангерран III (ум. 1243), сеньор де Куси
      - (от 2-го брака) Генрих V Старший (ок. 1173/1174 — 28 апреля 1227), пфальцграф Рейнский 1195—1212, граф Брауншвейга с 1195; 1-я жена: с декабря 1193/января 1194 Агнес фон Гогенштауфен (1176 — 9/10 мая 1204), дочь Конрада, пфальцграфа Рейна, и Ирмгарды фон Хеннеберг; 2-я жена: с 1211 Агнес фон Веттин (ум. 1 января 1148), дочь Конрада II Ландсбергского, маркграфа Лужицкого, и Эльшбетты Польской
        - (от 1-го брака) Генрих VI Младший (ок. 1196 — 25 апреля 1214), пфальцграф Рейнский с 1212; жена: с ноября 1212 Матильда Брабантская (ум. 22 декабря 1267), дочь Генриха I, герцога Брабанта, и Матильды Фландрской. Вторым браком она 5 декабря 1214 вышла замуж за Флориса IV, графа Голландии
        - (от 1-го брака) Ирмгарда (ок. 1200 — 24 февраля 1260); муж: с ок. 1217 Герман V (ум. 15/16 января 1243), маркграф Бадена
        - (от 1-го брака) Агнес (ок. 1201 — 16 ноября 1267); муж: с мая 1222 Оттон II Сиятельный (1206 — 29 ноября 1253), пфальцграф Рейна (Оттон I) с 1228, герцог Баварии с 1231

      - (от 2-го брака) Лотарь (ок. 1174/1175 — 15 октября 1190)
      - (от 2-го брака) Оттон IV Брауншвейгский (ок. 1176/1177 — 19 мая 1218), граф Пуатье 1196—1198, король Германии с 9 июня 1208, император Священной Римской империи с 4 октября 1209; 1-я жена: с 23 июля 1212 Беатрис фон Гогенштауфен (ок. 1198 — 11 августа 1212), дочь короля Германии Филиппа Швабского и Марии (Ирины) Ангелины; 2-я жена: с 19 мая 1214 Мария Брабантская (ок. 1191 — 9 марта/14 июня 1260), дочь Генриха I, герцога Брабанта, и Марии Фландрской, в июле 1220 она вторым браком вышла замуж за Вильгельма I, графа Голландии
      - (от 2-го брака) сын (июль/декабрь 1182 — в млад.)
      - (от 2-го брака) Вильгельм Толстый (1184 — 12 декабря 1213), герцог Люнебурга; жена: с 1212 Елена Датская (ок. 1175/1182 — 22 ноября около 1233), дочь Вальдемара I Великого, короля Дании
        - Оттон I Дитя (1204 — 9 июня 1252), 1-й герцог Брауншвейг-Люнебурга (с 1235)
          - Герцогство Брауншвейг-Люнебург➤

      - (незак., от дочери Готфрида, графа Блискастеля) Матильда (до 1164 — до 1219); муж: ранее 30 декабря 1178 Генрих Борвин I (ок. 1150 — 28 января 1227), князь Мекленбурга

    - (?) Кунигунда (ум. 2 октября 1140/1147); муж: Готфрид I (ум. 3 апреля 1168/1172), граф фон Ронсберг

  - Конрад (ум. 17 марта 1126), монах-цистерианец
  - Софья (ум. 10 июля до 1147); 1-й муж: Бертольд III (ум. 3 декабря 1122), герцог Церингена с 1111; 2-й муж: с ок. 1122/1123 Леопольд I Храбрый (ум. 29 октября 1129), маркграф Штирии с 1122
  - Юдифь (после 1100 — 22 февраля 1130/1131); муж: Фридрих II Одноглазый (1090 — 4/6 апреля 1147), герцог Швабии
  - Матильда (ум. 16 февраля или 16 марта ок. 1183); 1-й муж: с ок. 1128 Депольд IV (ум. ок. 1128), маркграф Вохбурга; 2-й муж: 24 октября 1129 (контракт) Гербхард III (ум. 28 октября ок. 1188), граф Зульцбаха
  - Вельф VI (16 декабря 1114/15 декабря 1116 — 14/15 декабря 1191), герцог Сполето и маркиз Тосканы с 1152; жена: Ута фон Кальв (ум. 1196), герцогиня Шауэнбурга, дочь Готфрида I, графа фон Кальв и пфальцграфа Рейнского, и Лиутгарды фон Церинген
    - Вельф VII (ум. 12 сентября 1167), герцог Сполето 1160

  - Вульфхильда (ум. 18 мая после 1156); муж: Рудольф (ум. 27/28 апреля 1160), граф Бергенца
  - (незак.) Адальберт (ум. 1144), аббат Корвейского аббатства с 1138
- (от 3-го брака) Кунигунда (Куницца) (ум. 6 марта 1120); муж: Фридрих III Рохо (ум. 2 ноября 1096), граф Диссена

#### Герцогство Брауншвейг-Люнебург
Оттон I Дитя (1204 — 9 июня 1252), герцог Брауншвейг-Люнебурга с 1235; жена: с 1228 Матильда Бранденбургская (ок. 1206/1215 — 10 июня 1261), дочь маркграфа Бранденбурга Альбрехта II и Матильды фон Ленсберг. Дети:
- Матильда (ум. 25 августа или 1 декабря 1297), регентша Ангальта 1266—1270, аббатиса Гернроде 1275—1295; муж: Генрих II (ок. 1215—1266), князь Ангальта 1252—1253, князь Ангальт-Ашерслебена с 1253
- Елена (18 марта 1223 — 6 сентября 1273); 1-й муж: с ок. 9 октября 1239 Герман II (ум. 3 января 1241), ландграф Тюрингии; 2-й муж: с ок. 1247/1248 Альбрехт I (ум. 1260), герцог Саксонии
- Елизавета (ум. 27 мая 1266); муж: с 25 января 1252 Вильгельм II (февраль 1228 — 28 января 1256), граф Голландии и Зеландии с 1235, король Германии (Вильгельм) с 3 октября 1247
- Оттон (ум. ок. 16 января 1247)
- Альбрехт I Великий (1236 — 15 августа 1279), родоначальник Старшей Брауншвейгской ветви➤
- Оттон (ум. 4 июля 1279), князь-епископ Хильдесхайма с 1264
- Иоганн I (ок. 1242 — 13 декабря 1277), родоначальник Старшей Люнебургской ветви➤
- Конрад (ум. 15 сентября 1299), епископ Вердена с 1269
- Адельгейда (ум. 12 июня 1274); муж: ранее 26 марта 1262 Генрих I Дитя (24 июня 1244 — 21 декабря 1308), ландграф Гессена с 1264
- Агнес (ум. 28/31 декабря 1327), канонесса в Кведлинбурге в 1263; муж: с ок. 1263/1265 Вицлав II (ум. 29 декабря 1302), князь Рюгена с 1260/1261

##### Старший Брауншвейгский дом
- Альбрехт I Великий (1236 — 15 августа 1279), герцог Брауншвейг-Люнебурга 1252—1277, герцог Брауншвейг-Люнебурга в Брауншвейге с 1267, родоначальник Старшей Брауншвейгской ветви; 1-я жена: с 13 июля 1254 года Елизавета Брабантская (1243 — 17 апреля или 9 октября 1261), дочь Генриха II, герцога Брабанта, и Софьи Тюрингской; 2-я жена: с 1 ноября 1266 года Алессина Монферратская (ум. 6 февраля 1285), дочь маркиза Монферрато Бонифацио II и Маргариты Савойской. Вторым браком она в 1282 году вышла замуж за Герхарда I, графа Гольштейн-Итцехоэ.
  - (от 2-го брака) Генрих I (1267 — 7 сентября 1322), герцог Брауншвейг-Люнебурга в Брауншвейге с 1279, герцог Брауншвейга в Эверштейне в 1285, герцог Брауншвейг-Грубенгагена[англ.] и Зальцдерхельдена с 1291, родоначальник линии Брауншвейг-Грубенгагена ➤
  - (от 2-го брака) Альбрехт II (ок. 1268 — 22 сентября 1318), герцог Брауншвейг-Гёттингена[англ.] с 1291, родоначальник линии Брауншвейг-Гёттингена➤.
  - (от 2-го брака) Вильгельм I (ок. 1270 — 20 сентября 1292), герцог Брауншвейг-Вольфенбюттеля с 1291, родоначальник линии Брауншвейг-Вольфенбюттеля ➤
  - (от 2-го брака) Оттон (1271 — 17 апреля 1345/13 декабря 1347), комтур ордена Тамплиеров в Супплинбурге
  - (от 2-го брака) Конрад (ок. 1273—1303)
  - (от 2-го брака) Лютер (ок. 1275 — 18 апреля 1335), великий магистр Тевтонского ордена с 1331
  - (от 2-го брака) Мехтильда (Матильда) (ок. 1276 — 26 апреля/31 августа 1318); муж: с мая 1291 Генрих I (ок. 1251/1260 — 7/9 декабря 1309), герцог Глогау

###### Старший Брауншвейгский дом, ветвь герцогов Брауншвейг-Грубенгагена
Генрих I (1267 — 7 сентября 1322), герцог Брауншвейг-Люнебурга в Брауншвейге с 1279, герцог Брауншвейга в Эверштейне в 1285, герцог Брауншвейг-Грубенгагена и Зальцдерхельдена с 1291; жена: 1282 Агнесса Мейссенская (ум. после 1 февраля 1332), дочь маркграфа Альбрехта Мейсенского
- Алсина (ок. 1282 — после 17 ноября 1317); муж: ок. 1306 граф Фридрих фон Байхлинген-Ротенбург (ум. до 1336)
- Оттон (ок. 1283 — 21 сентября 1309)
- Альбрехт (ок. 1284 — после 1341), комтур Тевтонского ордена в Меве с 1332/1333, ландкомтур Тевтонского ордена в Пруссии с 1336
- Адельгейда (ок. 1285 — 18 августа 1320); муж: 18 сентября 1315 Генрих Хорутанский (ок. 1270 — 2/4 апреля 1335), граф Тироля, герцог Каринтии и Крайны, король Богемии
- Фация (ок. 1286—1309/1312)
- Агнеса (ок. 1287 — после 7 сентября 1332), монахиня-якобинка в Остероде
- Генрих II Молодой (ок. 1289—1351), герцог Брауншвейг-Грубенгагена с 1322; 1-я жена: 16 апреля 1318 Ютта Бранденбургская (1299—1325/1327), дочь маркграфа Генриха I Бранденбургского; 2-я жена: 23 августа 1330 Элоиза д’Ибелин (ум. после 25 мая 1347), дочь Филиппа д’Ибелина, сенешаля Кипра
  - Агнеса (1318—1371); муж: герцог Барним III Померанский (ум. 1368)
  - Оттон (IV) (1320 — 13 мая 1399), герцог Брауншвейг-Грубенгагена с 1351, князь Таренто и Ахайи с 1376; 1-я жена: 1352 Иоланда де Вилларагут (ум. 1372), виконтесса д’Омелас, дочь Беренгара де Вилларагута; 2-я жена: 1376 королева Джованна I Неаполитанская (1326 — 12 мая 1382)
  - Иоганн (ум. после 4 декабря 1346), каноник в Хальберштадте
  - Людвиг (ум. после 26 мая 1373), каноник в Камине
  - Риддага (1334 — после 1 апреля 1367)
  - Филипп (ок. 1332 — 4 августа 1369), коннетабль Иерусалимский; 1-я жена: ок. 1352 Хелизия де Дампьерр, дочь Эда III де Дампьерра, коннетабля Иерусалима; 2-я жена: 1368 Аликс д’Ибелин (1304/1306 — после 6 августа 1386), дочь Ги д’Ибелина
    - Хелизия (1353 — 15 января 1421); муж: 1 мая 1365 Жак I де Лузиньян (1334 — 9 сентября 1398), король Кипра с 1385
    - Иоганн (ум. 11 июня 1414), адмирал Кипра с 1407

  - Бальтазар (ум. после 14 января 1385), деспот Романии с 1376; жена: 1379 Джакобелла Кэтани (ум. после 25 мая 1400), дочь Онорато Каэтани, графа ди Фонди
  - Томас (ум. 1384), монах-августинец
  - Хелизия; муж: Луи де Норе (ум. 1369)
  - Мельхиор (ок. 1341 — 6 июня 1381), епископ Оснабрюкка в 1369—1375, епископ Шверина в 1376—1381
- Фридрих (ок. 1291 — ок. 1323), монах-цистерианец
- Адельгейда (Ирина) (ок. 1293 — 16 августа 1324); муж: март 1318 император Андроник III Палеолог (1296 — 15 июня 1341), император Византии с 1328
- Конрад (ок. 1294 — после 21 декабря 1320), монах-цистерианец
- Мехтильда (ок. 1295 — 14 марта 1344); муж: 22 мая 1318 Иоганн II фон Верл (ум. 27 августа 1337)
- Эрнст I (1297 — 11 марта 1361), герцог Брауншвейг-Грубенгагена в Айнбеке с 1325, герцог Брауншвейг-Грубенгагена в Эверштейне с 1327, герцог Брауншвейг-Грубенгагена в Остероде с 1334, герцог Брауншвейг-Грубенгагена в Хамельне с 1335, вновь объединил весь Брауншвейг-Грубенгаген в 1360; жена: 1335/1336 Аделаида Эверштейнская (ум. после 29 сентября 1373), дочь графа Генриха II Эверштейнского.
  - Оттон (род. 1337), ум. в детстве
  - Альбрехт I (1339 — 11 августа/22 сентября 1383), герцог Брауншвейг-Зальцдерхельдена с 1359, герцог Брауншвейг-Грубенгагена в Айнбеке с 1361; жена: 1372 Агнесса Брауншвейгская (ум. 21 марта 1410), дочь герцога Магнуса II Брауншвейг-Люнебургского
    - Эрих I Победитель (1380 — 28 мая 1427), герцог Брауншвейг-Грубенгагена с 1383; жена: 1 июля 1405 Елизавета Брауншвейг-Гёттингенская➤ (1390 — после 29 сентября 1444), дочь герцога Оттона I Злого
      - Агнесса (1406 — 18 сентября 1439), аббатиса Гандерсгеймского монастыря с 1412
      - София (1407 — 6 января/30 апреля 1485), аббатиса Мёленбека с 1440, аббатиса Гандерсгеймского монастыря с 1467
      - Елизавета (1409 — 4 октября 1452), аббатиса Гандерсгеймского монастыря с 1440; муж: 1431 герцог Казимир V Померанский в Щецине (после 1380 — 12 апреля 1435)
      - Маргарита (1411 — после 31 октября 1456); муж: 30 августа 1426 Симон IV Липпе (ум. 11 августа 1429)
      - Анна (1415 — 9 октября 1474); 1-й муж: 1435/1437 Альбрехт III Благочестивый, герцог Баварии-Мюнхенский (23 марта 1401 — 29 февраля 1460; 2-й муж: февраль 1463 (разведены в 1467) герцог Фридрих II Брауншвейг-Каленбергский (ум. 6 марта 1495)
      - Генрих III (1416 — 27 мая/20 декабря 1464), герцог Брауншвейг-Грубенгагена с 1427; жена: ранее 27 июня 1457 герцогиня Маргарита Саганская (1415/1425 — после 9 мая 1491), дочь герцога Иоганна I Саганского
        - Оттон (род. 1458), ум. в детстве
        - Генрих IV (1460 — 6 декабря 1526), герцог Брауншвейг-Грубенгагена с 1464; жена: 26 августа 1494 Елизавета Саксен-Лауэнбургская (ум. после 7 апреля 1542), дочь герцога Иоганна V Саксен-Лауэнбургского

      - Эрнст II (1418 — 26 мая/20 декабря 1464), герцог Брауншвейг-Грубенгагена с 1427; пробст церкви Святого Александра в Айнбеке с 1446, каноник кафедрального собора в Хальберштадте с 1464
      - Альбрехт III (1 ноября 1419 — 15 августа 1485), герцог Брауншвейг-Грубенгагена с 1427; жена: 15 октября 1471 Елизавета Вальдекская (ум. после 15 марта 1513), дочь графа Вольрада Вальдекского
        - Юстус (род. и ум. 1472)
        - София (1474—1481)
        - Филипп I (1476 — 4 сентября 1551), герцог Брауншвейг-Грубенгагена с 1485; 1-я жена: ок. 1508 неизвестная (ум. 1509); 2-я жена: 1517 Катарина фон Мансфельд (1 октября 1501—1535), дочь графа Эрнста фон Мансфельда
          - Филипп (1509—1512)
          - Эрнст III (17 декабря 1518 — 2 апреля 1567), каноник в Падерборнском кафедральном соборе с 1530, пробст церкви Святого Александра в Айнбеке; сложил с себя сан в 1549; герцог Брауншвейг-Грубенгагена с 1551, герцог Брауншвейг-Люнебурга с 1566; жена: 9 октября 1547 Маргарита Померанская (май 1518 — 24 июня 1569), дочь герцога Георга I Померанского
            - Елизавета (20 марта 1550 — 11 февраля 1586); муж: 19 сентября 1568 Ганс II (25 марта 1545 — 9 октября 1622), 1-й герцог Шлезвиг-Гольштейн-Зондербургский

          - Елизавета (18 марта 1520—1520)
          - Альбрехт (20/21 октября 1521 — 20 октября 1546), ректор Виттенбергского университета с 1535, убит в бою под Нёрлингеном
          - Филипп (10 июля 1523—1531)
          - Катарина (30 августа 1524 — 24 февраля 1581); 1-й муж: 12 февраля 1542 герцог Иоганн Эрнст (10 мая 1521 — 8 февраля 1553), герцог Саксен-Кобургский; 2-й муж: 4 декабря 1559 граф Филипп I фон Шварцбург-Лёйтенберг (ум. 8 октября 1564)
          - Иоганн (28 мая 1526 — 2 сентября 1557), погиб в бою под Сен-Кантеном
          - Барбара (25 января 1528 — лето 1528)
          - Вольфганг (6 апреля 1531 — 14 марта 1595), герцог Брауншвейг-Грубенгагена в Катленбурге и Грубенхагене с 1567; жена: 10 декабря 1570 Доротея Саксен-Лауэнбургская (11 марта 1543 — 5 апреля 1586), дочь герцога Франца I Саксен-Лауэнбургского
          - Филипп II (2 мая 1533 — 4 апреля 1596), герцог Брауншвейг-Грубенгагена в Херцберге и Остероде с 1567, герцог Брауншвейг-Грубенгагена в Грубенхагене с 1595; жена: 1 июля 1560 Клара Брауншвейг-Вольфенбюттельская (16 ноября 1632 — 23 ноября 1595), дочь Генриха II Младшего, герцога Брауншвейг-Вольфенбюттельского

        - Эрнст IV (1477 — 2 сентября 1494/13 марта 1496), герцог Брауншвейг-Грубенгагена с 1485
        - Эрих II (1478 — 14 мая 1532), герцог Брауншвейг-Грубенгагена с 1485, каноник в Падерборнском кафедральном соборе с 1503, епископ Оснабрюка с 1508, епископ Мюнстера с 1532

  - Иоганн II (ум. 18 января 1401), герцог Брауншвейг-Грубенгагена в Остероде с 1361, каноник в Хильдесхейме, Айнбеке и Майнце, приор картезианского монастыря в 1378—1401
  - Адельгейда (1341 — 3 мая 1406); муж: 1362 Богуслав V (1318—1373), герцог Померании
  - Агнеса (1342 — после 5 ноября 1394); муж: ранее 1362 граф Ульрих фон Хонштайн (ум. после 11 сентября 1414)
  - Анна (1343 — до 1409); муж: ранее 5 января 1364 граф Генрих VIII фон Хонштайн (ум. 1408/1409)
  - Эрнст II (1346 — 13 июля 1400/21 мая 1402), герцог Брауншвейг-Грубенгагена в Херцберге с 1384, аббат Корвейского монастыря в 1369—1371
  - Фридрих (1350—1421), герцог Брауншвейг-Грубенгагена в Херцберге с 1384, герцог Брауншвейг-Грубенгагена в Зальдерхельдене с 1397, герцог Брауншвейг-Грубенгагена в Херцберге и Остероде с 1402; жена: Аделаида Ангальтская (ум. после 20 сентября 1405)
    - Оттон II (1396 — 6 января/16 апреля 1452), герцог Брауншвейг-Грубенгагена в Херцберге с 1404; жена: 18 июля/22 сентября 1414 Шонетта Нассауская (ум. 25 апреля 1436), дочь графа Иоганна I Нассау-Вейлбургского
      - (внебрачный) Оттон, каноник монастыря святого Власия в Брауншвейге

  - Анна (1360 — после 10 мая 1437); постриглась в монахини в 1394; аббатиса монастыря святого Якова и святой Марии в Остероде в 1397—1404.
- Вильгельм (ок. 1298 — 21 июня/25 июля 1360), герцог Брауншвейг-Грубенгагена в Остероде, Лихтенштейне и Лаутербурге с 1325, герцог Брауншвейг-Грубенгагена в Дудерштадте (треть) в 1325—1358
- Рихарда (род. ок. 1300), монахиня-якобинка в Остероде
- Маргарита (ум. после 17 ноября 1312)
- Иоганн (ум. 23 мая 1367), каноник в Айнбеке, Мюнстере и Майнце

###### Старший Брауншвейгский дом, ветвь герцогов Брауншвейг-Гёттингена
Альбрехт II (ок. 1268 — 22 сентября 1318), герцог Брауншвейг-Гёттингена с 1291; жена: 10 января 1284 Рикса фон Верле (ум. после 2 октября 1312), дочь Генриха I фон Верле-Гюстров
- Адельгейда (25 марта 1290 — 14 марта/12 октября 1311); муж: июль 1306 ландграф Иоганн Гессенский (1278/1282 — 16/22 февраля 1311)
- Оттон (25 марта 1290 — 30 августа 1344), герцог Брауншвейг-Гёттингена с 1318; 1-я жена: 24 марта/2 октября 1311 Ютта Гессенская (ум. 13 октября 1317), дочь Генриха I Дитя, ландграфа Гессенского; 2-я жена: 16 сентября/22 декабря 1319 Агнесса Бранденбургская (1296/1298 — 28 ноября 1334), дочь маркграфа Германа I (II) Бранденбургского
- Альбрехт (ум. 13 октября 1359), пробст церкви святого Александра в Айнбеке в 1313—1324, каноник и пробст церкви святого Николая в Магдебурге с 1316, каноник в Падерборнском кафедральном соборе в 1319—1331, каноник в Хальберштадском кафедральном соборе в 1319, епископ Хальберштадта в 1325—1357
- Вильгельм (1295 — ранее 1318), рыцарь Тевтонского ордена с 1313
- Генрих (1296/1297 — 6 февраля 1363), каноник в Хальберштадском кафедральном соборе в 1319—1331, каноник в Падерборнском кафедральном соборе и пробст церкви святого Кириака в Брауншвейге в 1329—1331, князь-епископ Хильдесхайма в 1331—1363
- Людера (ум. после 17 мая 1319)
- Иоганн, рыцарь Тевтонского ордена в 1333—1347
- Рихенца (1298 — ранее 26 апреля 1317), монахиня в Винхаузене с 1309
- Мехтильда (ум. после 28 октября 1357); муж: ранее 1341 граф Генрих V Младший Хонштейн-Зондерсхаузен (ум. 1356)
- Ютта (1300—1322)
- Бруно (1303 — 31 октября 1306)
- Магнус I Благочестивый (1304 — 15 июня/15 августа 1369), герцог Брауншвейг-Гёттингена в 1318—1345, герцог Брауншвейг-Вольфенбюттеля с 1345, родоначальник 1-й ветви герцогов Брауншвейг-Вольфенбюттеля
- Эрнст I (1305 — 13 июля 1366), герцог Брауншвейг-Гёттингена с 1318; жена: ранее 2 марта 1340 Елизавета Гессенская (ум. 7 марта 1390), дочь Генриха II Железного, ландграфа Гессенского
  - Оттон Злой (1340 — 13 декабря 1394), герцог Брауншвейг-Гёттингена с 1366; 1-я жена: 19 ноября 1357/14 января 1358 Мирослава Гольштейнская (ум. до 1379), дочь графа Иоганна III Гольштейн-Плёна; 2-я жена: ранее 24 июня 1379 Маргарита Бергская (1364 — 18 июня 1442), дочь Вильгельма VII, герцога Юлиха и графа Берга
    - Вильгельм (1370—1391)
    - Оттон Одноглазый (1384 — 18 февраля 1463), герцог Брауншвейг-Гёттингена в 1394—1435 (отрёкся); жена: 26 сентября 1406 Агнесса Гессенская (1391 — 16 января 1471), дочь Германа II Учёного, ландграфа Гессенского
      - Елизавета (ум. до 1444)

    - Анна (1387 — 27 октября 1426); 1-й муж: ранее 7 мая 1402 Вильгельм I Одноглазый (19 декабря 1343 — 10 февраля 1407), маркграф Мейсенский; 2-й муж: ранее 30 мая 1413 граф Вильгельм I Хеннеберг-Шлейзинген (ум. 7 июля 1426)
    - Елизавета (1390 — после 29 сентября 1444); муж: 1/14 июля 1405 герцог Эрих I Победитель (1380 — 28 мая 1427)➤

  - Агнесса (ум. после 13 сентября 1416); муж: 3 августа 1371 граф Готфрид VIII Зигенхайн (ум. после 24 сентября 1394)
  - Адельгейда; муж: ранее 11 августа 1371 Генрих X Гордый (ум. до 1430), граф Хонштейн
  - Эрнст II (ум. после 7 декабря 1357), герцог Брауншвейг-Гёттингена с 1355/1356
  - Альбрехт (ум. после 16 апреля 1363), герцог Брауншвейг-Гёттингена
  - Рикса (ум. после 29 ноября 1406), монахиня в Мариенгартене с 1361, аббатиса Мариенгартена с 1366
  - Елизавета

###### Старший Брауншвейгский дом, ветвь герцогов Брауншвейг-Вольфенбюттеля
Вильгельм I (ок. 1270 — 20 сентября 1292), герцог Брауншвейг-Вольфенбюттеля с 1291

##### Старший Люнебургский дом
Иоганн I (ок. 1242 — 13 декабря 1277), герцог Брауншвейг-Люнебурга с 1252, герцог Брауншвейг-Люнебурга в Люнебурге с 1267; жена: 1265 Лиутгарда Гольштейнская (ум. после 28 февраля 1289), дочь графа Герхарда I Гольштейнского
- Оттон II (ок. 1266 — 9/10 апреля 1330), герцог Брауншвейг-Люнебурга с 1277; 1-я жена: N Ольденбургская, дочь графа Оттона Ольденбургского; 2-я жена: 1288 Матильда Баварская (1275 — 28 марта 1319), дочь герцога Людвига II Баварского
  - Матильда (ок. 1290—1316); муж: с 10 июля 1314 Николаус II (до 1275 — 12 октября 1316), сеньор Верле
  - Иоганн (ок. 1292 — 8/28 сентября 1324), администратор бременского архиепископства
  - Оттон III (1296 — 19 августа 1352), герцог Брауншвейг-Люнебурга с 1330; жена: 22 марта 1310 Матильда Мекленбургская (1293 — 3 июня 1358), дочь князя Генриха II Мекленбургского
    - Оттон (род. ок. 1312), ум. в детстве
    - Елизавета (ок. 1314 — 20 февраля 1386), аббатиса Винхаузена в 1359—1381
    - Матильда (ок. 1318 — 7 сентября 1357); муж: Оттон II (до 1307—1369), граф Вальдека

  - Вильгельм II (ок. 1299 — 23 ноября 1369), герцог Брауншвейг-Люнебурга с 1330; 1-я жена: с 7 апреля 1328 Гедвига фон Равенсберг (ум. 5 декабря 1336), дочь графа Оттона IV фон Равенсберга; 2-я жена: с Мария (ум. ранее 2 февраля 1341); 3-я жена: с 12 марта 1346 София Ангальт-Бернбургская (ум. 18 декабря 1362), дочь графа Бернгарда III Ангальт-Бернбургского; 4-я жена: с 24 июня 1363 Агнеса Саксен-Лауэнбургская (ум. после 7 января 1387), дочь герцога Эриха II Саксен-Лауэнбургского
    - (от 1-го брака) Елизавета (ум. 17 апреля 1384); 1-й муж: с 10 октября 1339 Оттон (ум. 30 марта 1350), герцог Саксен-Виттенберга; 2-й муж: с 1354 Николаус (1321 — 8 мая 1397), граф Гольштейн-Рендсбурга и герцог Шлезвига
    - (от 2-го брака) Матильда (ум. после 16 мая 1410); 1-й муж: с 1355 Людвиг I (до 1349 — 5 ноября 1367), герцог Брауншвейг-Люнебурга; 2-й муж: с 25 июня 1368 Оттон I (ум. 16 марта 1404), граф Гольштейн-Шауэнбурга

  - Людвиг (ок. 1300 — 18 июля 1346), епископ Миндена с 1324
  - Лютгарда (ок. 1302 — 16 апреля 1338), аббатиса Винхаузена с 1328
  - Ютта (ок. 1304 — 16 августа 1342), аббатиса Винхаузена с 1338
- Матильда (ок. 1268 — после 1308); муж: с 1291 Генрих I (ок. 1245 — 8 октября 1291), сеньор Верле
- Елизавета (ок. 1270 — до 1298); муж: с 1294 Иоганн II (ум. 1316), граф Ольденбурга
- Агнесса (ок. 1272 — 27 июня 1297); муж: с 1293 Вернер I фон Хадмерслебен (1243—1314), граф Фридебурга
- Елена (род. ок. 1274); муж: ранее 1315 граф Конрад III фон Вернигероде (ум. 22 июля 1329)